# Porto Empedocle
Porto Empedocle là một đô thị ở bên bờ eo biển Sicilia, về mặt hành chính thuộcquản lý của tỉnh Agrigento. Đô thị này cùng tên với Empedocles (tiếng Hy Lạp: Ἐμπεδοκλῆς, khoảng 490–430 trước Công nguyên), một nhà triết học Hy Lạp tiền Socrat, công dân của thành phố Agrigentum (ngày nay là Agrigento). Dân Porto Empedocle sống chủ yếu bằng nông nghiệp, ngư nghiệp, nghề sắt, dược phẩm và tinh lọc mỏ muối.

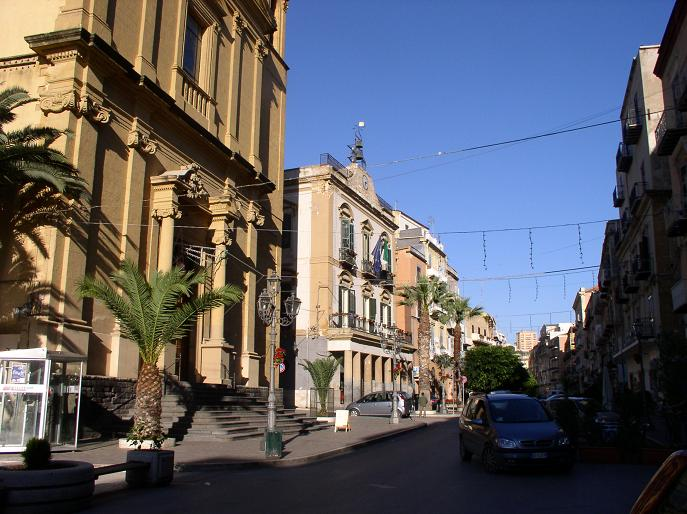
Porto Empedocle, phố chính

Charles V, Hoàng đế đế quốc La Mã Thần thánh, đã ra lệnh xây một thá để bảo vệ nguồn ngũ cố dự trữ vào thế kỷ thứ 15. Tháp này đã bị biến thành nhà tù và ngày nay là một trung tâm văn hóa xã hội.